# 盛新大桥
31°33′11″N 120°17′31″E / 31.55316°N 120.29196°E

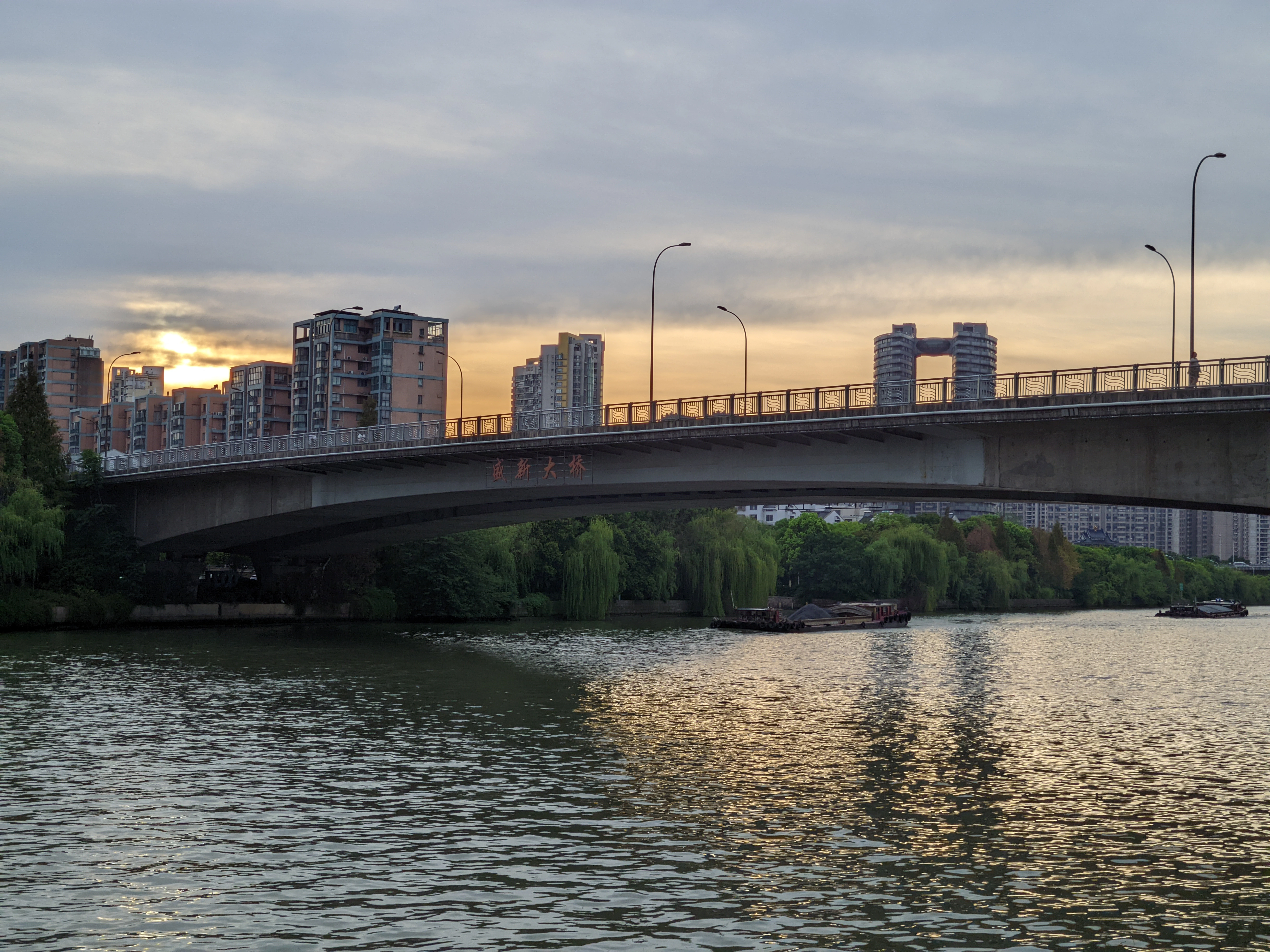
盛新大桥

盛新大桥，是位于中华人民共和国江苏省无锡市梁溪区的一座大桥，跨京杭大运河。

## 特点
盛新大桥，2008年1月1日开工，2009年完工开通。盛新大桥连接建设路与清扬路，引桥分别长63.5米，中间主桥长121米，大桥呈23.17°斜角，为六车道。